# Flaggen und Wappen der Bundesstaaten des Deutschen Kaiserreichs

Reichsadler des Deutschen Reichs

Diese Liste zeigt die Flaggen und Wappen der Bundesstaaten des Deutschen Kaiserreichs von 1871 bis 1918.

## Zugehörigkeit
Dem Deutschen Kaiserreich gehörten 25 Bundesstaaten (Bundesglieder) – darunter die drei republikanisch verfassten Hansestädte Hamburg, Bremen und Lübeck – sowie das Reichsland Elsaß-Lothringen an.

## Liste
| Lage | Wappen | Flagge | Bundesstaat                           | Anmerkungen |
| ---- | ------ | ------ | ------------------------------------- | --- |
|      |        |        | Königreich Preußen                    | Die Landesfarben Preußens sind schon im Stammwappen der Hohenzollern enthalten. Das Wappentier Preußens ist der schwarze Adler (siehe Schwarzer Adlerorden). |
|      |        |        | Königreich Bayern                     | Weiß-Blau waren die Farben der Grafen von Bogen, in deren Erbe die Wittelsbacher 1242 eintraten. |
|      |        |        | Königreich Württemberg                | Die Hirschstangen sind seit dem Mittelalter die Zeichen des Hauses Württemberg. Die Landesfarben Schwarz-Rot lösten die Farben Schwarz-Rot-Gold ab, weil nach den Befreiungskriegen die damit verbundene revolutionäre Symbolik verpönt war.                                                                                    |
|      |        |        | Königreich Sachsen                    | Das Wappen leitet sich von der anhaltischen Linie der Askanier her, deren Wappenschild neunmal von Schwarz und Gold geteilt war. |
|      |        |        | Großherzogtum Baden                   | Das Badische Wappen war das persönliche Familienwappen der Markgrafen von Baden. Die badische Flagge wurde in dieser Form erst 1891 offiziell festgelegt. |
|      |        |        | Großherzogtum Mecklenburg-Schwerin    | Die mecklenburgischen Fürsten führten zunächst einen Greifen im Siegel, seit 1219 aber den Stierkopf. Das Gold in der Flagge entstammt der Farbe des mecklenburgischen Hauptwappens. Das Blau steht für die 1323 dazugekommene Herrschaft Rostock und das Rot für die 1358 wiedergewonnene Grafschaft Schwerin.                 |
|      |        |        | Großherzogtum Hessen                  | Ein von Silber und Rot quergestreifter Löwe wurde ursprünglich von den Ludowingern benutzt. Sie waren auch Landgrafen in Thüringen. |
|      |        |        | Großherzogtum Oldenburg               | Die Landesfarben entsprechen den Farben der Großherzöge von Oldenburg aus dem Haus Holstein-Gottorp, in dem Blau-Gold (Holstein) und Silber-Rot (Schleswig-Gottorf) kombiniert wurden. |
|      |        |        | Großherzogtum Sachsen-Weimar-Eisenach | Die Farben der Wettiner waren ursprünglich die Reichsfarben Schwarz und Gold. Als Friedrich August I. (Sachsen) 1815 am Ende der Befreiungskriege aus der Gefangenschaft heimkehrte, wurde er mit grün-weißen Girlanden empfangen. In Würdigung dieser Tatsache beschloss er, die Farben Grün zu den Landesfarben hinzuzufügen. |
|      |        |        | Großherzogtum Mecklenburg-Strelitz    | Die Flagge kombiniert die Farben verschiedener Linien des Hauses Mecklenburg. |
|      |        |        | Herzogtum Braunschweig                | Die Landesfarben entsprechen den Farben des Herrschergeschlechts der Welfen in der Linie von Braunschweig-Wolfenbüttel. |
|      |        |        | Herzogtum Sachsen-Meiningen           | Als der sächsische König Friedrich August I. aus der Gefangenschaft heimkehrte, wurde er mit grün-weißen Girlanden empfangen. |
|      |        |        | Herzogtum Anhalt                      | Die Fürsten von Anhalt kombinierten in ihrem Anspruchswappen die Landesfarben von Sachsen (Silber-Grün) und Brandenburg (Rot-Silber). |
|      |        |        | Herzogtum Sachsen-Coburg und Gotha    | Ob die Farben in der Farbreihenfolge Grün-Silber zur Unterscheidung von Sachsen-Altenburg (Silber-Grün) gewählt wurden, ist nicht bekannt. |
|      |        |        | Herzogtum Sachsen-Altenburg           | Als der sächsische König Friedrich August I. aus der Gefangenschaft heimkehrte, wurde er mit grün-weißen Girlanden empfangen. |
|      |        |        | Fürstentum Lippe                      | Das Wappen der Reichsfürsten zu Lippe zeigt eine rot-gelbe Rose auf silbernem Grund (siehe Lippische Rose). |
|      |        |        | Fürstentum Waldeck                    | Die Landesfarben entsprechen den Farben der deutschen Trikolore des Revolutionsjahres 1848, die in anderen deutschen Ländern verboten war. |
|      |        |        | Fürstentum Schwarzburg-Rudolstadt     | Die Landesfarben entsprechen den Farben der thüringischen Grafen von Schwarzburg aus der Linie Schwarzburg-Rudolstadt. |
|      |        |        | Fürstentum Schwarzburg-Sondershausen  | Die Landesfarben entsprechen den Farben der thüringischen Grafen von Schwarzburg aus der Linie Schwarzburg-Sondershausen (Arnstadt). |
|      |        |        | Fürstentum Reuß jüngere Linie         | Die Farben Schwarz-Rot-Gold sind aus dem Wappen der mittelalterlichen Vögte von Weida (die Grafen Reuß), die einen goldenen Löwen mit roter Bewehrung und einer roten Krone auf schwarzem Schild führten. |
|      |        |        | Fürstentum Schaumburg-Lippe           | Die Landesfarben sind wahrscheinlich vom Wappen der Reichsfürsten zu Schaumburg-Lippe abgeleitet, das eine rote Rose auf silbernem Grund zeigt. Möglicherweise steht das Blau für das geerbte Schaumburger Land. |
|      |        |        | Fürstentum Reuß ältere Linie          | Den Fürsten Reuß waren ihre Ländereien als reichsunmittelbare Gebiete vom Kaiser zur Verwaltung übergeben. Daher durften die Vögte von Weida in ihren Wappen die Reichsfarben tragen, die sich vom Reichsschild mit dem schwarzen Adler auf goldenem Grund herleiten.                                                           |
|      |        |        | Freie- und Hansestadt Hamburg         | Die weiße Burg in rotem Schild ist eine Darstellung des mittelalterlichen Mariendoms. |
|      |        |        | Freie- und Hansestadt Lübeck          | Bei dem Doppeladler handelt es sich um den Reichsadler als Symbol der Reichsfreiheit. Rot-Weiß sind die Farben der Hanse. |
|      |        |        | Freie Hansestadt Bremen               | Der Schlüssel ist das Attribut des Heiligen Petrus. Rot-Weiß sind die Farben der Hanse. |
|      |        |        | Reichsland Elsaß-Lothringen           | Das Reichsland führte den Reichsadler und die Reichsfarben Schwarz-Weiß-Rot. Sie charakterisieren Elsaß-Lothringen als Reichsland, als zentral verwalteten und dem Kaiser unterstellten Bestandteil des Reiches. Zur Unterscheidung zeigt die Flagge das gekrönte Wappen Elsaß-Lothringens im schwarzen Streifen am Liek.       |